# Klaus Dieter Lehmann

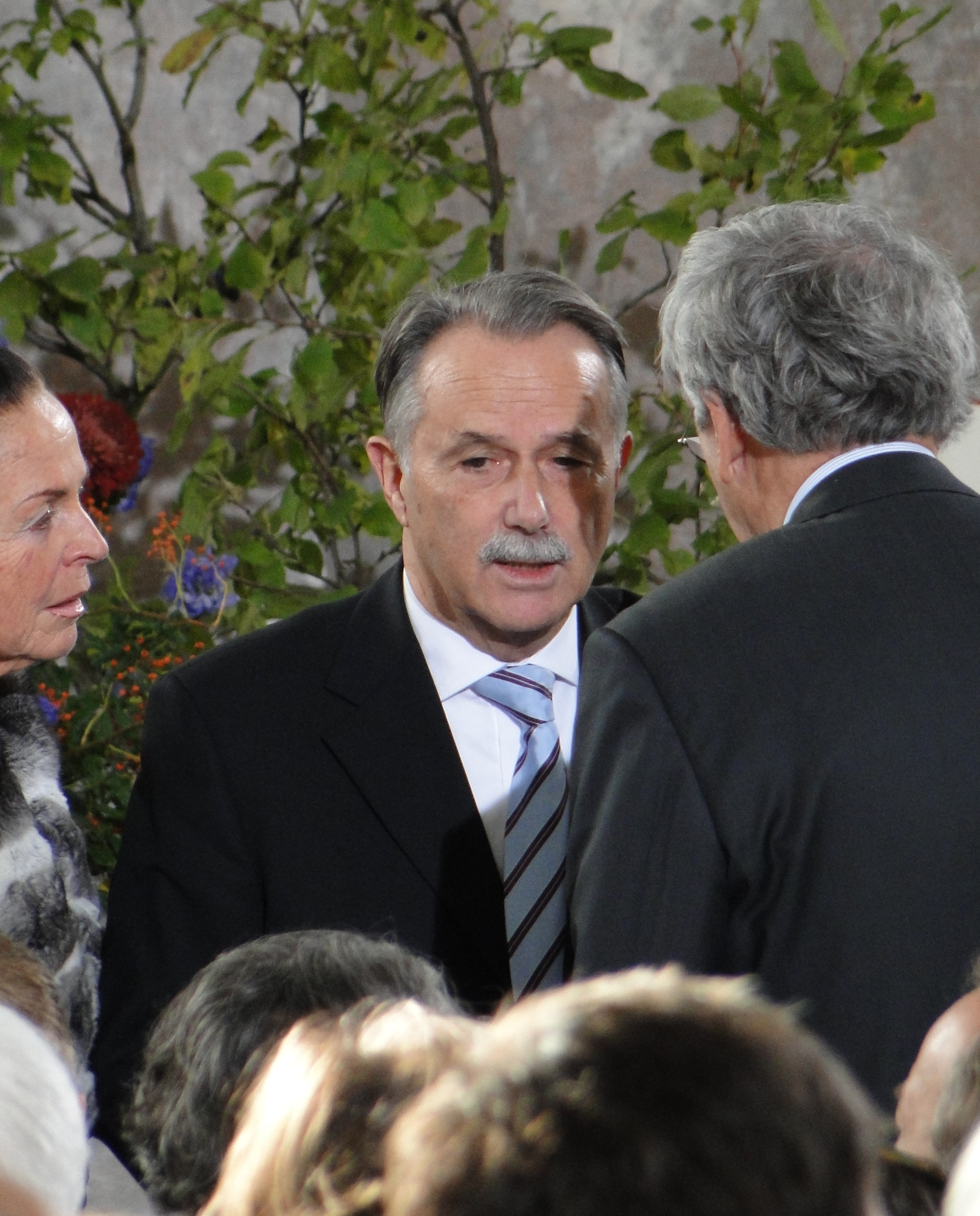
Lehmann, en Fráncfort del Meno, 2009

Klaus-Dieter Lehmann (29 de febrero de 1940 (85 años), Breslavia) es un matemático y bibliotecario alemán, presidente del Instituto Goethe desde abril de 2008.
En 1988 fue director de la Deutsche Bibliothek, Frankfurt, Biblioteca Nacional de Alemania Occidental. Posteriormente a la reunificación alemana, trabajó en la fusión de la biblioteca con su contraparte oriental en Leipzig; desde 2006, la Institución se conoce como Biblioteca Nacional de Alemania.

## Educación y carrera
- 1967 Diploma en física y matemática
- 1967-70 Instituto Max Planck de química, Mainz
- 1970 Examen Estatal en Ciencias Bibliotecológicas
- 1973 Director de la Biblioteca Municipal y Universitaria de Fráncfort del Meno
- 1988 Director Gral. de la Deutsche Bibliothek, Fráncfort del Meno
- 1998 Presidente de la Fundación Patrimonio Cultural Prusiano, Berlín
- 2002 Vicepresidente del Instituto Goethe
- 2008 Presidente del Instituto Goethe

## Algunas publicaciones
- 2013. Die Welt lesbarer machen: Goethe-Institute im Porträt. Ed. 	Goethe-Institut, 144 pp. ISBN 3939670928, ISBN 9783939670926

- 2004. Digital Resources from Cultural Institutions for Use in Teaching and Learning: A Report of the American/German Workshop. Con Andrew W. Mellon Foundation. Ed. ilustrada de Walter de Gruyter, 125 pp. ISBN 3598116950, ISBN 9783598116957

- 1993. Restitución de Bibliotecas: mesa redonda de bibliotecarios alemanes y rusos, Moscú, 11 y 12 de diciembre 1992. Vol. 56 de Rev. de Biblioteconomía y Bibliografía: edición especial. Con Ingo Kolasa. Ed. Vittorio Klostermann, 154 pp. ISBN 3465026055, ISBN 9783465026051

- 1986. Bibliotheca Publica Francofurtensis: Register. Vol. 3 de Bibliotheca Publica Francofurtensis. Ed. Stadt- und Universitätsbibliothek

- 1985. Tafelband (Volumen de Plata). Vol. 2 de Bibliotheca Publica Francofurtensis:500 años urbanos. Biblioteca de la Univ. de Fráncfort del Meno. Ed. Stadt- u. Universitätsbibliothek, 221 pp.

- 1981. Arthur Schopenhauer lesen: Eröffnung d. Schopenhauer-Ausst. 	29 pp.

## Honores
- galardonado con la Orden del Mérito de la República Federal de Alemania, 1.ª Clase, en 1996
- 1998 a 2008: presidente de la Fundación Patrimonio Cultural Prusiano

## Literatura
- Barbara Schneider-Kempf (ed.) Wissenschaft und Kultur in Bibliotheken, Museen und Archiven. Festschrift für Klaus-Dieter Lehmann zum 65. Geburtstag. Saur Verlag, München 2005. ISBN 3-598-11729-9